# Alain Nogérée de la Filière
Alain de Nogérée de la Filière, né le 15 février 1701 à Soubise et mort avant le 10 novembre 1772 est un officier de marine et aristocrate du XVIIIe siècle. Il sert pendant la guerre de Sept Ans. Commandant des vaisseaux, il termine sa carrière avec le rang de capitaine des vaisseaux du roi, chevalier de l'ordre royal et militaire de Saint-Louis.

## Biographie

### Origines et famille
Alain Nogérée de la Filière naît à Soubise le 15 février 1701 et est baptisé le 30 du même mois dans l'église Saint-Pierre de Soubise.
Il est le fils d'Alain I de Nogérée de la Filière, enseigne puis lieutenant des vaisseaux du roi, et de Jeanne Senat du Chatenet. Il épouse en août 1735 Marie-Françoise-Charlotte de Clairambault à Plounéour-Ménez, puis Élisabeth-Antoinette Héron en juillet 1741 à Rochefort.

### Carrière
Alain Nogérée de la Filière s'engage comme garde-marine le 25 mars 1716. Il devient lieutenant le 1er mai 1741.
En tant que capitaine de l’Orient, il prend part à la bataille des Cardinaux, le 20 novembre 1759. le navire fait partie des 21 vaisseaux de l'escadre qui est rassemblée à Brest en vue de tenter un débarquement en Angleterre. L’Orient porte la marque du chef d'escadre Budes de Guébriant qui commande l'avant-garde française (7 vaisseaux), elle-même sous les ordres du maréchal de Conflans. Il fait partie des huit vaisseaux qui abandonnent le champ de bataille pour aller se réfugier à Rochefort.